# Aion V
L'Aion V est un SUV multisegment électrique produit par la sous-marque Aion de la division New Energy du groupe Guangzhou Automobile Cie (GAC).

## Histoire
L'Aion V a été révélé sur le compte WeChat de GAC New Energy le 14 mai 2020, annonçant que le modèle serait lancé le 16 juin 2020. C'est le troisième modèle d'Aion après l'Aion S et l'Aion LX et le deuxième SUV de la marque.

## Caractéristiques
L'Aion V a trois niveaux de finition avec des noms non annoncés qui, selon le nouveau cycle européen de conduite, ont respectivement des portées de 400 km, 530 km et 600 km. La voiture utilise un accumulateur lithium-ion Contemporary Amperex Technology et dispose des systèmes de communication Huawei 5G et de la technologie V2X.
Plusieurs fonctionnalités de couleurs personnalisables sont disponibles, y compris une option de peinture bicolore et des options de couleur pour l'antenne et le becquet.